# Википедија на варајском језику
Википедија на варајском језику је верзија Википедије на варајском језику, слободне енциклопедије, која тренутно године има 1.273.991 чланака и заузима на листи Википедија 35. место.